# 长州 (越南)
长州，唐朝时在越南境内设立的州。在今天越南太平省、南定省一带。
属岭南道安南中都护府，曾改为文杨郡。土贡：金。户六百四十八。下辖四县：文阳县、铜蔡县、长山县、其常县。